# Ian Baker-Finch
Ian Michael Baker-Finch (Nambour, 24 oktober 1960) is een golfprofessional uit Australië. Hij speelde op de Australaziatische Tour, de Japan Golf Tour, de Europese en de Amerikaanse PGA Tour. In 1991 won hij het Brits Open.
Baker-Finch groeide op in Queensland. Hij is getrouwd en woont in North Palm Beach, Florida. Ze hebben twee dochters.

## Carrière

### Professional
Baker-Finch werd in 1979 professional en speelde de eerste periode op de Austalaziatische Tour. In 1983 behaalde hij zijn eerste overwinning, het New Zealand Open, waardoor hij een startbewijs kreeg voor het Brits Open van 1984. Daar stond hij na de 2de en 3de ronde aan de leiding maar zijn laatste ronde scoorde hij 79. Hij eindigde op de 9de plaats.
Baker-Finch speelde ook in Europa. Hij won in 1985 het Scandinavian Enterprise Open en eindigde in de top-20 van de Order of Merit in 1985 en 1986. 's Winters speelde hij in Australië. Hij speelde ook enkele toernooien op de Japan Golf Tour.
Baker-Finch werd in 1985 uitgenodigd voor een toernooi op de Amerikaanse PGA Tour. In 1988 kwalificeerde hij zich voor de PGA Tour en in 1989 won hij de Southwestern Bell Colonial. In 1990 behaalde hij vijf top-3 plaatsen en eindigde hij op de 16de plaats op het Amerikaanse Order of Merit.
In 1991 werd hij 13de op de Order of Merit. Hij bereikte ook de top-10 van de wereldranglijst.
De winnen van het Brits Open gaf hem tien jaar speelrecht in de Verenigde Staten en Europa. Het lukte echter niet om op de PGA Tour te winnen. In 1994 haalde hij op de PGA Tour voor het laatst een cut. In 1997 speelde hij voor het laatst het Brits Open op de Royal Troon Golf Club in Troon. Zijn eerste ronde was een 92. Hij trok zich terug uit het toernooi en stopte met het spelen van toernooien op 35-jarige leeftijd.

### Commentator
Baker-Finch werd sportcommentator. Hij werkte van 1998-2006 voor ABC Sports en daarna voor CNS SPorts. Als verslaggever stond hij aan de green van hole 18 tijdens The Barclays in 2007, toen hij een bal van Rich Beem tegen zijn kaak kreeg. Hij viel op zijn rug, maar herstelde zich voordat Beem bij de green aankwam en kon zijn reportage afmaken. Baker-Finch heeft ook enkele golfbanen ontworpen. Op 22 juni 2000 werd Baker-Finch onderscheiden met de Australian Sports Medal.

## Gewonnen evenementen
Australaziatische Tour
- 1983: New Zealand Open
- 1984: Western Australia Open, New South Wales Open
- 1985: Queensland PGA, Victorian Open
- 1987: Australian Match Play Championship
- 1988: Australian Masters
- 1990: Coolum Classic, Queensland Open
- 1992: Vines Classic
- 1993: Australian PGA Championship

Japan Golf Tour
- 1987: Golf Digest Tournament
- 1988: Pocari Sweat Open, Bridgestone ASO Open

Europese Tour
- 1985: Scandinavian Enterprise Open
- 1991: The Open Championship (-8)

PGA Tour
- 1989: Southwestern Bell Colonial
- 1991: The Open Championship